# Temperatura de estancamiento
En la termodinámica y la mecánica de fluidos, se denomina temperatura de estancamiento, también llamada temperatura de remanso, a la temperatura en un punto de remanso en un flujo de fluido. En un punto de remanso la velocidad del fluido es cero y toda la energía cinética se ha convertido en energía interna y además se le añade a la entalpía estática local. En el flujo de fluido incompresible, y el flujo incompresible, la temperatura de estancamiento es igual a la temperatura total de todos los puntos en la línea de corriente que conduce al punto de estancamiento.

## Derivación

### Adiabático
La temperatura de estancamiento se puede derivar de la primera ley de la termodinámica . La aplicación de la ecuación de flujo de energía estable e ignorando los términos de energía potencial de trabajo, calor y campo gravitacional, tenemos:
{\displaystyle h_{0}=h+{\frac {V^{2}}{2}}\,}
donde
{\displaystyle h_{0}=\,} estancamiento (y/o total) de entalpía en un punto de estancamiento.
{\displaystyle h=\,} entalpía estática en el lugar de interés a lo largo de la línea de corriente estancamiento
{\displaystyle V=\,} velocidad en el punto de interés a lo largo de la línea de corriente estancamiento
Sustituyendo entalpía, suponiendo una capacidad de calor específico constante a presión constante ({\displaystyle h=c_{p}T}) tenemos

{\displaystyle T_{0}=T+{\frac {V^{2}}{2c_{p}}}\,}
ó
{\displaystyle {\frac {T_{0}}{T}}=1+{\frac {\gamma -1}{2}}M^{2}\,}
donde
{\displaystyle c_{p}=\,} capacidad de calor específico a presión constante
{\displaystyle T_{0}=\,} estancamiento (parcial o total) de temperatura en un punto de estancamiento
{\displaystyle T=\,} la temperatura (o la temperatura estática) en el lugar de interés a lo largo de la línea de corriente estancamiento
{\displaystyle V=\,} velocidad en el punto de interés a lo largo de la línea de corriente de estancamiento
{\displaystyle M=\,} número de Mach en el lugar de interés a lo largo de la línea de corriente estancamiento
{\displaystyle \gamma =\,} Relación de calores específicos (Cp / Cv), ~ 1,4 para el aire en ~ 300 K

### Flujo con adición de calor
{\displaystyle h_{02}=h_{01}+q}
{\displaystyle T_{02}=T_{01}+{\frac {q}{c_{p}}}}
q = Calor por unidad de masa añadida al sistema
Estrictamente hablando, la entalpía es una función de la temperatura y la densidad. Sin embargo, a la suposición común de un gas perfecto calorífico, la entalpía se puede convertir directamente en temperatura como se indica más arriba, lo que permite que uno defina una temperatura de estancamiento en términos de la propiedad más fundamental, que sería el estancamiento de entalpía.
En las propiedades de estancamiento (por ejemplo, temperatura de estancamiento, el estancamiento de presión) son útiles en los cálculos de rendimiento de motores a reacción. En las operaciones del motor, la temperatura de estancamiento a menudo se llama la temperatura total del aire. Un termopar bimetálico a menudo se utiliza para medir la temperatura de estancamiento, pero se debe hacer provisiones para la radiación térmica.

## Colectores solares térmicos
Las pruebas de rendimiento de los colectores solares térmicos utilizan el término de temperatura de estancamiento para indicar la temperatura máxima alcanzable de un colector con un fluido estancado (sin movimiento), una temperatura ambiente de 30 °C, y la radiación solar incidente de 1000 W / m². Las cifras mencionadas son sólo valores arbitrarios y no poseen ningún significado verdadero sin un contexto apropiado.